# Démétér
Démétér (řecky Δημήτηρ) je v řecké mytologii dcerou Titána Krona a jeho manželky a sestry Rheie. Je bohyní plodnosti země a rolnictví. Jejím římským protějškem je Ceres.

## Démétér a Persefona
Její otec Kronos ji pozřel stejně jako předtím její sourozence Hestii, Héru, Háda a Poseidóna. Vedl ho k tomu strach, že jeho děti se mu vzepřou a zbaví ho moci. Jako božské bytosti v něm přežívaly až do doby, kdy je vysvobodil jejich nejmladší bratr Zeus. Jeho matka Rheia ho porodila v tajnosti na Krétě a Krona ošálila kamenem zabaleným v plenkách.
Když Zeus dospěl, postavil se otci, donutil jej vydat ze sebe všechny své děti a prohlásil se nejvyšším bohem. Démétér vzal k sobě na Olymp, dal jí na starost péči o plodnost země, o rolnictví. Naučila lidi obdělávat pole, usadit se místo kočování na jednom místě a dala jim tak nový způsob života a stanovila jeho zákony.
Diovi se Démétér líbila, usiloval o její přízeň, dokonce zabil bleskem thessalského krále Íasióna, kterému Démétér dala syna Plúta. Démétér nakonec Diovi porodila dceru Persefonu; někdy bývá nazývána Kora.
Když jednou byla Persefona se svými družkami, otevřela se před ní zem, vynořil se bůh podsvětí Hádés a v mžiku s ní zmizel v hlubinách. Démétér hned spěchala na pomoc, ale nenašla ani stopu. Bloudila devět dní po celém světě, až se nakonec od boha slunce Hélia dozvěděla, co bylo. Hned se vypravila za Diem na Olymp a žádala o pomoc. Ani Zeus však nemohl Háda donutit k vrácení Persefony matce, protože si ji mezitím vzal za manželku a dal jí ochutnat jádra granátového jablka. A tím jí zavřel cestu zpátky na zem - kdo něco v podsvětí snědl, nemohl se už vrátit nahoru.
Démétér se z velkého žalu uchýlila do ústraní do svého chrámu v Eleusíně. Seslala na zemi neúrodu, zato zase lidé přestali bohům obětovat. Nakonec musel Zeus zakročit: donutil Háda, aby propustil Persefonu na svět vždy na dvě třetiny roku a zbylou třetinu bude ona trávit v podsvětní říši. A tak se stalo, že na podzim je Persefona dole - rolník osévá pole. Na jaře Persefona přichází ke své matce, příroda se probouzí, rozkvétá, zraje, lidé sklízejí úrodu.
Prý prvním člověkem, který se učil pěstovat obilí, byl Triptolemos, jehož otec král eleusínský Keleos se svou manželkou poskytli přístřeší v době jejího největšího smutku po dceři. Démétér Triptolemovi ukázala, jak orat, darovala mu obilná zrna a on se poté stal učitelem zemědělství všech národů. Jeho bratru Démofoóntovi zase přinesla věčnou slávu. Za to jí král Keleos postavil v Eleusíně velkolepý, nádherný chrám.
K poctě Démétér se konaly velké náboženské slavnosti, tzv. velké mystérie. Trvaly přesně devět dní, vždy na přelomu září a října.

## Deméter „bohyně světa“
- v Římě zvaná Ceres
- významy: mateřství - sklizeň - tajemství
- symbol: pšeničný nebo obilný snop - pluh - srp - Venušin pahorek
- moderní archetyp: matka, jejíž svět se točí jen kolem jejích dětí.

Jméno Demeter znamená „matka“. Mezi její symboly patří převrácený trojúhelník, používaný jako znázornění ženských genitálií. Podobá se písmenu delta řecké abecedy. Tento tvar, představující ženské genitálie jako bránu zrození, smrti i sexuální rozkoše, měly vstupní dveře do hrobek. Tak byl symbolicky znázorněn návrat do lůna Matky.
S Démétér souvisí i zasvěcování do eleusínských mystérií. Mnoho z rituálů, které byly součástí jejího kultu, převzalo pozdější křesťanství, jako například přijímání chleba (hostie) jako symbolu Kristova těla, pití vína jako symbolu krve Spasitelovy. Součástí eleusínského kultu však zřejmě byly i sexuální rituály.
Její archetyp je živý i dnes ve formě pečující a ochranitelské mateřské náruče. Když je matka jejího typu dětmi opuštěna, cítí se oloupena a ztrácí smysl života.

## Odraz v umění
Umělci zobrazovali Démétér spíše s mateřskými než panovnickými rysy. Jejími symboly byly věnce z klasů a košíky s plody.
- Nejlepší její sochou je Démétér Knidská, snad od Leochara (asi ze 4. století př. n. l., dnes je v Britském muzeu)
- reliéf Triptolemos mezi bohyněmi Démétrou a Korou je považován za dílo Feidiovo (z r. 450 př. n. l., dnes v Národním archeologickém muzeu v Athénách)